# Stuff Smith
Pour les articles homonymes, voir Smith.
Hezekiah Leroy Gordon « Stuff » Smith, né le 14 août 1909 à Portsmouth et mort le 25 septembre 1967 à Munich, est un musicien et chanteur de jazz américain spécialiste du violon.

## Discographie

### Comme leader
- Stuff Smith (Verve, 1957)
- Dizzy Gillespie and Stuff Smith (Verve, 1957)
- Have Violin, Will Swing (Verve, 1958)
- Cat On A Hot Fiddle (Verve, 1959)
- Sweet Swingin' Stuff (20th Century Fox, 1959)
- Cat on a Hot Fiddle (Verve, 1960)
- Herb Ellis & Stuff Smith Together! (Epic, 1963)
- Stuff and Steff avec Stephane Grappelli (Barclay, 1966)
- Violin Summit avec Stephane Grappelli, Svend Asmussen, Jean-Luc Ponty, (SABA, 1967)
- Black Violin (MPS, 1972)
- Violins No End avec Stephane Grappelli (Pablo, 1984)
- The 1943 Trio (Circle, 1988)
- Live at the Montmartre (Storyville, 1988)
- Live in Paris (France's Concert, 1965/1988)
- Hot Violins avec Svend Asmussen, Kenny Drew Trio, Poul Olsen  (Storyville, 1991)
- Stuff Smith – 1939-1944 compilation (Classics, 1999)
- Late Woman Blues avec Henri Chaix Trio (Storyville, 2001)
- The Complete 1944 Rosenkrantz Apartment Transcription Duets (AB Fable, 2002)
- 1944-46: Studio, Broadcast, Concert & Apartment Performances (AB Fable, 2002)
- 1944 & 1945 Performances (AB Fable, 2004)
- Swingin' Stuff (Storyville, 2005)
- Five Fine Violins: Celebrating 100 Years (Storyville, 2010)
- 1937 (AB Fable, 2010)

### Comme sideman
Avec Ella Fitzgerald
- Ella Fitzgerald Sings the Duke Ellington Songbook Volume One (Verve, 1975)
- The Duke Ellington Songbook, Volume Two: The Small Group Sessions (Verve, 1982)

Avec Dizzy Gillespie
- Dee Gee Days: The Savoy Sessions (Savoy, 1976)
- Dizzy Gillespie (Dee Gee, 1952)
- The Champ (Savoy, 1956)
- School Days (Regent, 1957)

Avec Sun Ra
- Deep Purple (Saturn, 1973)
- Dreams Come True (Saturn, 1973)
- Sound Sun Pleasure!! (Evidence, 1991)

Avec d'autres
- Nat King Cole, After Midnight (Capitol, 1956)
- Roy Eldridge, Count Basie Orchestra, Americans in Sweden (Jazz Society, 1983)
- Earl Hines, Hine's Tunes (France's Concert, 1987)
- Gene Krupa, Charlie Ventura, Town Hall Concert Vol. 2 (London, 1974)
- Carmen McRae, Sessions, Live (Calliope, 1976)
- Red Nichols, Sessions, Live (Calliope, 1976)
- Ben Webster, Ben and the Boys (Jazz Archives, 1976)